# Дактилология
Дактилология (др.-греч. δάκτυλος — палец + др.-греч. λόγος — учение) — своеобразная форма речи (общения), воспроизводящая посредством пальцев рук орфографическую форму слова речи, поскольку использует дактильную азбуку. Тем самым дактилология сочетает в себе признаки как устной речи, поскольку используется для оперативного общения, так и письменной, поскольку имеет форму последовательности знаков в соответствии с нормами орфографии.
Иногда слышащие люди принимают пальцевый алфавит за жестовый язык. Однако это разные вещи: в то время как пальцевым алфавитом передают звуки речи (буква за буквой), жестовые знаки представляют целые слова.

## Описание
Элементы дактильной азбуки аналогичны буквам письменного языка.
Дактилемы (буквы из дактильного алфавита) — различные положения пальцев воспроизводят знаки, функционально аналогичные буквенному алфавиту; и по очертанию многие из них отдалённо напоминают буквы печатного шрифта (в частности, «о», «м», «г», «ш»). Каждое положение пальцев при этом означает букву.
Процесс общения на дактиле (дактилология) происходит таким образом, что говорящий показывает буквы на дактиле, а воспринимающий следит за движением руки визуально. Если же зрение человека не позволяет ему видеть знаки, и он воспринимает их осязательно, то такое общение называется дактильно-контактной речью (ДКР). Если же при общении со слепоглухими людьми на ладони другого человека пальцами воспроизводят очертание букв, то это уже не дактилология, а письмо на ладони, или так называемая дермография. Она используется, если говорящий не владеет специальной азбукой.
В настоящее время в мире существует более 40 таких алфавитов и систем. Количество знаков в «пальцевом алфавите» зависит от знаков в алфавите языка, хотя не всегда они равны. В России, к примеру, 30 знаков передают 33 буквы кириллицы. В Китае 30 знаков передают символы фонетического алфавита «пиньинь», которым пользуются в наше время.
Хотя пальцевые алфавиты могут служить довольно приемлемым средством общения, ни один из них не предусматривает заглавных букв, знаков пунктуации или знака пробела между словами. Использование таких алфавитов также ограничено по части передачи названий и имён, иностранных слов и слов, выражающих эмоции; если только оба собеседника не знают хорошо, о чем идёт речь.
При использовании дактилологии овладение письменными нормами речи значительно облегчается. Усвоенная детьми дактильная речь может быть использована в качестве первой речевой формы (до овладения устной и письменной формами речи). Может использоваться как основное средство обучения словесной речи в специализированных учебных заведениях. В старших классах этих заведений менее употребительно.

## Типы

### Дактильная речь и маноральная речь (cued speech)
При дактильной речи точно придерживаются традиционных норм правописания. В маноральной системе речи, то есть при визуальном считывании с губ, говорящий руками подает собеседнику вспомогательные знаки, помогающие глухому уловить трудно различимую визуально разницу между звонкими и глухими (г — к; д — т; б — п и т. д.), твёрдыми и мягкими (т — ть, с — сь и т. д.) звуками (например, кисть, лежащая на груди, означает звонкий, а удалённая от груди — глухой звук).

### Одноручная и двуручная
В большинстве «пальцевых азбук» используется одна рука. Считается, что это «более удобно», так как вторая рука свободна для других действий. Однако, есть системы, где используются две руки (к примеру, в языках семьи британского жестового языка) — британском, австралийском, новозеландском. Самое раннее упоминание об алфавите, использующем две руки, встречается в книге «Дидаскалокофус, или Руководство для глухих и немых людей» (1680). Среди появившихся впоследствии систем, использующих две руки, была Дигити-Лингва (1698). Современный пальцевый алфавит с использованием двух рук, как полагают, происходит от одной из версий «Дигити-Лингва».